# Nagłowice
Nagłowice è un comune rurale polacco del distretto di Jędrzejów, nel voivodato della Santacroce.
Ricopre una superficie di 117,3 km² e nel 2004 contava 5 324 abitanti.